# Anne Brontë

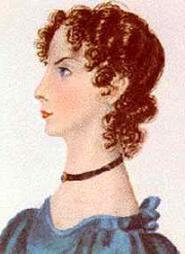
Anne Brontë - portret autorstwa jej siostry, Charlotte Brontë

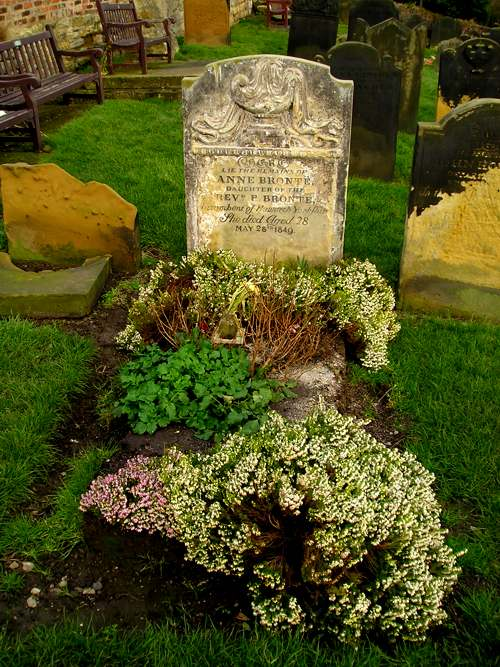
Grób Anne Brontë

Anne Brontë (ur. 17 stycznia 1820 w Thornton, zm. 28 maja 1849 w Scarborough) – angielska pisarka, jedna z trzech sławnych sióstr-pisarek Brontë.
Anne urodziła się w Thornton, w hrabstwie Yorkshire (Anglia) 17 stycznia 1820 roku. Rok później, po przeprowadzce rodziny do Haworth, umarła jej matka. Śmierć ta, jak również zgony czworga z rodzeństwa miały wpływ na dalsze życie Anne. Wraz z siostrami kształciła się na pensji dla niezamożnych panien w Westmoreland. Później pracowała jako guwernantka. Wspólnie z siostrami Charlotte i Emily Jane od wczesnej młodości pisała wiersze i opowiadania. W 1846 r. dzięki staraniom Charlotte ukazał się tomik poezji, złożony z utworów trzech sióstr Brontë. Wiersze, podobnie jak i później powieści sióstr, ukazały się pod męskimi pseudonimami Currer, Ellis i Acton Bell. Anne była „Actonem”. 
Zmarła w nadmorskim kurorcie Scarborough w Anglii, gdzie leczyła się z powodu gruźlicy (na którą to chorobę zmarł przed nią jej brat Branwell, a także trzy siostry - Maria, Elizabeth i Emily). Kurort ten był miejscem akcji jej powieści, a po śmierci pisarki - również miejscem jej pochówku (została pochowana na cmentarzu parafialnym św. Marii). Jej nagrobek został zaprojektowany przez Charlotte.
Anne wydała dwie powieści:
- Agnes Grey (1847, wyd. pol. 2012) – historia guwernantki, zawierająca elementy autobiograficzne,
- Lokatorka Wildfell Hall (The Tenant of Wildfell Hall, 1848, wyd. pol. 2012) – poprzez temat alkoholizmu związana z losem jej brata, Branwella.

W książce Charlotte Bronte i jej siostry śpiące Eryk Ostrowski sugeruje, że autorką wszystkich dzieł sióstr Bronte była najstarsza z nich: Charlotte Brontë.  Autor sugeruje, że Charlotte przypisała autorstwo kilku swoich powieści młodszym siostrom, aby zabezpieczyć ich egzystencję na wypadek śmierci ojca, bazując jednak głównie na analizie samych tekstów literackich.